# MAC地址

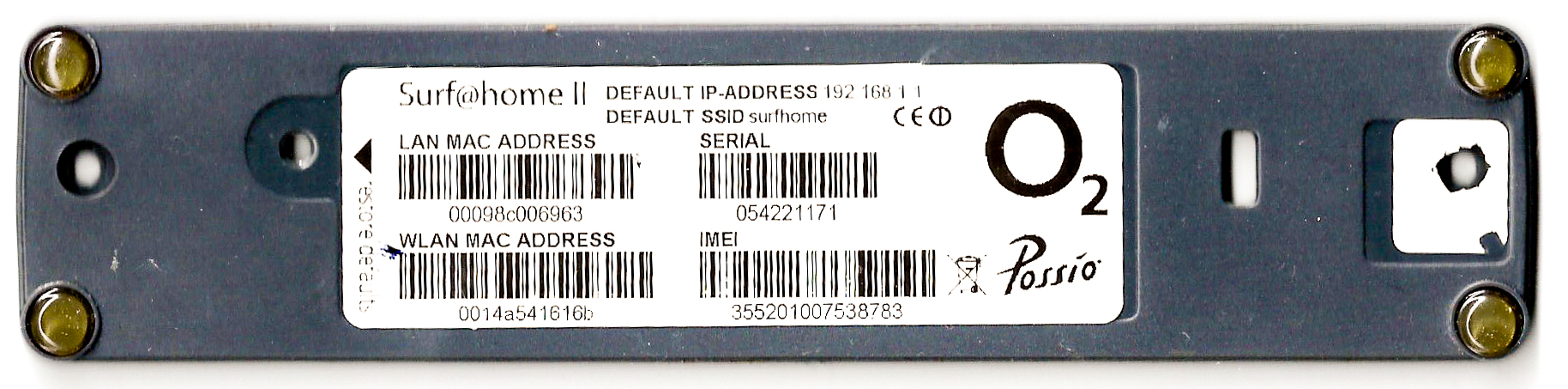
路由器標籤上的MAC地址（LAN／WLAN）

MAC地址（英語：Media Access Control Address），直译为媒體存取控制位址，也稱為局域网地址（LAN Address），以太网地址（Ethernet Address）或物理地址（Physical Address），它是一个用來确认網路設備位置的位址。在OSI模型中，第三層網路層負責IP地址，第二層資料鏈結層則負責MAC位址。MAC地址用于在网络中唯一标示一个网卡，一台设备若有一或多个网卡，则每个网卡都需要并会有一个唯一的MAC地址。

## 格式
MAC位址共48位元（6個位元組），以十六進位表示。第一個byte的最低有效位元(LSB)為單播地址(0)/多播地址(1)，第一個byte從最低有效位元數去第2個bit為廣域地址(0)/區域地址(1)。前3~24位元由IEEE決定如何分配給每一家製造商，且不重複，後24位元由實際生產該網路設備的廠商自行指定且不重複。
ff:ff:ff:ff:ff:ff则作为廣播位址。
01:xx:xx:xx:xx:xx是多播地址，01:00:5e:xx:xx:xx是IPv4多播地址。

## 举例
假設現有一台路由器，含有一個WAN埠及四個LAN埠。它的WAN埠會有一個如61.61.61.61的IP位址，也會有一個如00:0A:02:0B:03:0C的MAC位址。而它的四個LAN埠會各分配到一個例如192.168.1.0/24的IP位址，四個埠各會有一個不同的MAC位址。

## 如何修改MAC地址
网卡MAC地址可以通过Windows 裝置管理員或其他工具修改。對於某些手機、平板電腦設備來說，其MAC地址／產品序號均由廠方連同銷售或保修時的客戶資料一併記錄在案，而有關的MAC地址也不可通過常規手段來修改。